# Idkerberget norr
Idkerberget norr är en bebyggelse norr om gruvhålet i Idkerberget i Borlänge kommun. Bebyggelsen ingick fram till 2020 i tätorten, men vid avgränsningen 2020 delas tätorten av SCB upp i två småorter och denna bebyggelse klassades som en separat småort.